# Cryptanura similis
Cryptanura similis là một loài tò vò trong họ Ichneumonidae.